# Фольксгеноссе
Фо́льксгеноссе (нем. Volksgenosse — букв. «народный товарищ», «товарищ по нации») — образец языка нацистской Германии, означавший людей немецкой либо родственной крови. В отличие от партайгеноссе, фольксгеноссе не обязаны были принадлежать к нацистской партии. Обращения «партайгеноссе» и «фольксгеноссе» применялись для того, чтобы отличаться от обращения «геноссе», «товарищ», используемого в Коммунистической партии Германии.
В четвёртом пункте программы НСДАП 1920 года было записано: «Гражданином государства может быть лишь фольксгеноссе. Фольксгеноссе может быть лишь тот, в чьих жилах течёт немецкая кровь, невзирая на вероисповедание. Поэтому ни один еврей не может быть фольксгеноссе».